# What’s Up?
«What’s Up?» — песня американской рок-группы 4 Non Blondes, выпущенная вторым синглом с их дебютного альбома Bigger, Better, Faster, More! 1992 года. Песня обрела популярность в США, а также нескольких европейских странах, добравшись до первой позиции в Австрии, Бельгии, Дании, Германии, Исландии, Ирландии, Нидерландах, Норвегии, Польше, Швеции и Швейцарии.

## Интернет-мем
В 2005 году техасская анимационная студия SLACKCiRCUS из Форт-Уэрта выпустила пародийный музыкальный ролик под названием «Fabulous Secret Powers». Вдохновлённый рекламными роликами G.I. Joe от Fenslerfilm, он представляет собой компиляцию и монтаж кадров из мультфильма «Хи-Мэн и Властелины Вселенной», наложенных на грубую техно-хаус кавер-версию хита «What's Up»,а также со вставками из песни Мелиссы Манчестер «Don't Cry Out Loud». Видео обрело вирусную популярность в начале 2010-х благодаря перезаливу на YouTube-канале ProtoOfSnagem под названием «HEYYEYAAEYAAAEYAEYAA».
К февралю 2025 года ролик "HEYYEYAAEYAAAEYAEYAA" собрал более 222 миллионов просмотров, а оригинальное видео "Fabulous Secret Powers" — более 7 миллионов. Мем был спародирован игровым YouTube-каналом The Yogscast в музыкальном клипе 2013 года, который достиг миллиона просмотров за сутки. Обе версии, "What's Up?" и "Fabulous Secret Powers", прозвучали в фильме 2023 года «Черепашки-ниндзя: Погром мутантов». По словам режиссера Джеффа Роу, включение кавера SLACKCiRCUS было предложено Сетом Рогеном, продюсером и соавтором сценария, во время сцены погони, где он предложил использовать "безумную версию" "What's Up".